# Gastrina
La gastrina es una hormona peptídica secretada por las células G del estómago, duodeno y páncreas y por las fibras peptidérgicas del nervio vago. Estimula el crecimiento del epitelio gástrico, la motilidad y la secreción de ácido clorhídrico y pepsinógeno (precursor de la pepsina liberado por células principales) que se activa como pepsina al entrar en contacto con el ácido en el estómago.
La gastrina llega hasta sus receptores, que se hallan en la membrana de las células parietales de las glándulas del fundus el estómago, provocando la liberación de HCl. Otros factores liberadores de gastrina son: la distensión de la pared gástrica por alimentos, el pH alcalino de alimentos semidigeridos y la estimulación de receptores RH2 histaminergicos.
La secreción de gastrina es disminuida por fármacos de acción sobre receptores de GRP (BB8), por ejemplo, la pirenzepina. También si la concentración ácida en el estómago aumenta, disminuye la secreción de gastrina. Hay que tener en cuenta que estas células se ven estimuladas por el reflejo vagal mediante GRP, y no por acetilcolina (Ach).
Los médicos suelen solicitar la determinación de gastrina en sangre cuando sospechan que existe una hipersecreción. Esta se presenta, entre otros, en la úlcera péptica gástrica o en el seno de un tumor secretor de gastrina o gastrinoma, lo que se conoce como síndrome de Zollinger-Ellison y que se caracteriza por una o varias ulceraciones severas en el estómago y en el intestino delgado y episodios de dolor abdominal y diarrea, con la consiguiente hipertrofia de pliegues gástricos. Los gastrinomas pueden presentarse de forma única como un tumor benigno en la cabeza del páncreas (50-60 %) o junto a otros tumores de hipófisis y paratiroides en la neoplasia endocrina múltiple tipo I en el 25% de los casos.